# HMS Sentinel (1904)
A HMS Sentinel a Brit Királyi Haditengerészet két Sentinel-osztályú felderítőcirkálójának egyike volt. A cirkáló építését 1903 júniusában kezdték a Vickers Limited hajógyárában. A hajót 1904. április 19-én bocsátották vízre, majd 1905 áprilisában fejezték be építését. A Sentinel építése 282 000 £-ba került. A hajó eredetileg a HMS Inchkeith nevet kapta volna, de 1903-ban, még építése előtt inkább a Sentinel név mellett döntöttek.

## Felépítése
A HMS Sentinel alacsonyabb kéményekkel rendelkezett mint a későbbi hasonló típusú hajók. A cirkálót eredetileg arra tervezték, hogy rombolórajokkal együttműködjön, de mint a felderítőcirkálók nagy része, a Sentinel sem volt elég gyors ehhez a feladathoz. Amikor a nagyobb sebességre képes gőzturbinás rombolók megjelentek, a felderítőcirkálók hamar elavulttá váltak. A HMS Sentinel fegyverzete tíz darab 76 mm-es és nyolc darab 47 mm-es ágyúból, valamint két darab 457 mm-es torpedóvető csőből állt. 1911 és 1912 közt a 76 mm-es ágyúkat lecserélték kilenc darab 102 mm-es ágyúra.

## Pályafutása
A HMS Sentinel a Földközi-tengeren állomásozó 3. cirkáló rajnál kezdte szolgálatát, majd átkerült a Csatorna Flottához. Később, 1907-ben a hajót a Honi Flottához rendelték, majd 1910-ben a Chatham-ben állomásozó 5. romboló raj vezérhajójává vált. 1913-ban a Portsmouth-i 9.romboló raj vezére lett.
A Sentinel az első világháborút a Firth of Forth-nál állomásozó 8. romboló raj tagjaként kezdte. 1915-ben ideiglenesen áthelyezték a humberi 6. könnyűcirkáló rajhoz, mivel a rombolók mellett a Sentinel túl lassúnak bizonyult. A könnyűcirkáló rajnál főként a Zeppelin támadások elleni védekezésben vett részt. A hajó 1916-ban a Földközi-, 1918-tól pedig az Adriai-tengeren állomásozott. 1918. november 12-én a Sentinel is azon hajók közt volt, melyek átkeltek a Dardanellákon, hogy a Fekete-tengeren teljesítsenek szolgálatot, miután a britek beavatkoztak az orosz polgárháborúba. A háború után, 1920 és 1922 közt, a Sentinel a chathami kikötőben tartózkodott, ahol a szerelők gyakorlóhajójává vált. 1923. január 18-án a hajót eladták szétbontásra. Úton Sunderlandbe, a bontás helyszíne felé, a hajó zátonyra futott, de 1923. június 20-án a hajó végül mégis célba ért.